# خوخه آرکاس
خوخه آرکاس (اسپانیایی: Jorge Arcas‎؛ زادهٔ ۸ ژوئیهٔ ۱۹۹۲ ‏(۳۲ سال)) دوچرخه‌سوار اهل اسپانیا است.
از باشگاه‌هایی که در آن رکاب زده‌است می‌توان به تیم موویستار اشاره کرد.